# 中西宏幸
中西 宏幸（なかにし ひろゆき、1938年1月8日 - 2021年7月5日）は、日本の技術者、実業家、工学博士。三井化学代表取締役会長兼社長や、日本化学会会長などを務めた。

## 人物・経歴
山口県出身。1957年静岡県立静岡高等学校卒業。1961年東北大学工学部卒業。1966年東北大学大学院工学研究科博士課程修了、工学博士。同年 三井石油化学工業（現三井化学）入社。本店経営計画室企画調整部長を経て、1991年取締役岩国大竹工場長に昇格。1993年常務取締役本店経営計画室長。1996年専務取締役本店経営計画室長。1997年代表取締役副社長。
1999年から三井化学代表取締役社長を務め、住友化学との経営統合交渉にあたるなどした。2003年代表取締役社長兼会長。2005年取締役会長。2008年日本化学会会長。2009年三井化学相談役、中央三井トラスト・ホールディングス監査役、中央三井信託銀行監査役。日本化学工業協会副会長なども務めた。
2021年4月の春の叙勲で旭日重光章受章。
2021年7月5日、心不全のため死去。83歳没。